# Ségrégation sociale
Pour les articles homonymes, voir Ségrégation.
Dans le champ des sciences sociales, la ségrégation sociale désigne tout phénomène évolutif ou tout état de séparation de groupes ethniques ou sociaux, à l'échelle infra-urbaine, urbaine, régionale ou nationale. Celle-ci peut être confirmée ou favorisée par la loi (ségrégation d'État) et peut conduire à la formation d'aires ségréguées, de territoires hétérogènes et d'espaces-frontières. La ségrégation existe aussi sous des formes de ségrégation sexuelle (voir par exemple Gynécée), religieuse ou scolaire, mais qui toujours s'inscrivent dans l'espace.

## Définitions
Le vocable « ségrégation » vient du latin segregatio (« séparation »), dérivé de segregare (« séparer du troupeau »).
Comme la discrimination, la ségrégation est directe ou indirecte. De fait, elle est soit volontaire soit résultante de décisions individuelles ou institutionnelles plus ou moins neutres mais aboutissant à la ségrégation. On relèvera par exemple les comportements d’entre-soi, les politiques d’emplacement (concentration ou dispersion) et d’attribution de logements sociaux (certains immeubles pouvant être réservés aux Africains et Maghrébins contribuent à la concentration), etc.
Le terme ségrégation est fortement polysémique et recouvre des réalités distinctes. On doit à Yves Grafmeyer, dans un papier de 1994 intitulé Sociologie urbaine, l'effort de clarification du concept.
Dans son acception la plus restrictive, la ségrégation recouvre l’intentionnalité de mise à l’écart d’un groupe social. La figure emblématique est celle du ghetto religieux ou ethnique. Dans une perspective historique, elle renvoie également à la politique d'apartheid menée en Afrique du Sud jusqu'en 1990 (séparation spatiale des quartiers blancs, des townships noirs ou coloured), à la mise à l'écart des castes d'intouchables des villes en Inde, ou encore aux lois de ségrégation raciale mises en vigueur aux États-Unis à partir de 1870 et abolies en 1964. Cette définition est devenue moins fréquente au fil du temps mais demeure sous-tendue dans les discours communs.
Une autre approche privilégie « toute forme de regroupement spatial associant étroitement des populations défavorisées à des territoires circonscrits ». L’image totémique renvoie à celle du ghetto et « en France, à la banlieue sensible. C’est sans doute dans cette troisième voie que l’on se rapproche le plus de l’acception originelle ». Toutefois, notons que certains chercheurs contestent l'assimilation du terme de ghetto aux banlieues sensibles en France, comme le géographe Christophe Guilly. Pour lui, le terme adéquat, serait celui de sas car « On y entre beaucoup et on les quitte beaucoup », dit-il, des fameux « quartiers sensibles ». À la différence des ghettos américains, où des populations noires et pauvres sont confinées de manière définitive, les banlieues « créent de la classe moyenne ». Les jeunes, aussitôt diplômés, les quittent pour accéder à des zones d’habitat plus sûres Le sociologue Loic Wacquant, lui écrit dans son article « Les deux visages du ghetto » :

« Bien qu’elles aient été largement décrites et décriées comme des « ghettos » dans le discours public et que leurs habitants partagent un vif sentiment d’être rejetés dans un « espace pénalisé » envahi par l’ennui, l’angoisse et le désespoir , la relégation dans ces concentrations de logements publics en déshérence à la périphérie des villes se fonde prioritairement sur la classe et non sur l’appartenance ethnique (à preuve, leurs habitants, même étrangers, qui grimpent dans l’échelle des professions et des revenus n’ont guère de peine à s’en échapper) ; il s’ensuit qu’elles sont foncièrement hétérogènes sur le plan culturel, abritant de manière modale des familles françaises de souche aussi bien que des immigrés provenant de deux ou trois douzaines de nationalités ; et leurs habitants souffrent non pas de duplication institutionnelle mais, tout au contraire, de l’absence d’une structure organisationnelle propre capable de les sustenter en l’absence d’emplois rémunérateurs et de services publics adéquats. Comme les inner cities britanniques ou néerlandaises et les concentrations immigrées de l’Allemagne et de l’Italie urbaines, les banlieues populaires françaises sont, sociologiquement parlant, des anti-ghettos. »

Véronique de Rudder fait remarquer que les termes ségrégation et discrimination, qui par nature sont liés, renvoient explicitement à un principe de disjonction : la séparation s’opère sur ce qui fut ou pourrait être joint, c’est-à-dire considéré ensemble, comme un tout. Elle insiste sur ce point en arguant que pour disjoindre et continuer à le faire, il faut le justifier car il existe un référent plus général qui légitimerait l’englobement, le traitement unitaire. D’où il ressort que discrimination et ségrégation sont associées avec un jugement éthique négatif, avec un traitement inégalitaire (de Rudder, 1995). Cela implique que les termes de discrimination et de ségrégation sont applicables aux seules situations dans lesquelles les différences de traitement sont productrices d’inégalités, de pénalités. Dans le cas de populations favorisées concentrées, par exemple dans les gated communities, on parlera avec davantage de pertinence de polarisation spatiale.

## Évolution du terme «ségrégation»
Le terme de ségrégation est complexe et évolutif. Son caractère spatial est fondamental. La ségrégation repose avant tout sur un « pouvoir d'exclure » et résulte souvent d'une « introduction des valeurs économiques dans les rapports sociaux […] [qui] produit des formes de pouvoir se révélant à la faveur de leur expression spatiale » (Guy Di Méo, op. cit. p. 260).
Avant l'époque moderne, la ségrégation est souvent difficile à discerner dans la typographie sociale, en particulier dans les villes d'Occident, où misère et luxe se mêlent en beaucoup de lieux.
Quelques exceptions cependant, à l'exemple des Communes italiennes, tel Gênes et Pérouse ou encore des consortes florentines, où s'établit une distinction entre les quartiers aristocratiques et les quartiers des ruraux récemment arrivés, selon une logique de ségrégation foncière.
Historiquement, et en particulier du XVIIIe au XIXe siècle, la ségrégation a pu être pensée comme un instrument de régulation sociale et d'aménagement urbain au sein des villes européennes.
Dans les années 1970, le sens s'est étendu à l'inégale localisation des groupes sociaux dans l'espace urbain. Ce qui peut aussi recouvrir les spécialisations des espaces urbains. Le courant marxiste appréhende la ségrégation des ouvriers par l'inégalité d'accès des groupes sociaux aux biens matériels et symboliques de la ville. D'où une triple ségrégation « le lieu et la qualité du logement, par les équipements collectifs, et par les distances imposées entre domicile et lieu de travail » (ibid.).
Le risque aujourd'hui est alors d'assimiler la ségrégation à toute différenciation sociale de l'espace urbain.

## Ségrégation raciale et ségrégation spatiale
Si certaines ségrégations résultent d'une logique socio-économique, le phénomène peut aussi avoir, et c'est le cas le plus fréquent, une dimension idéologique et politique, implicite ou explicite. L'exemple le plus parlant est à ce titre le cas de la politique régionale des Bantoustans ainsi que celui de l'ex-Rhodésie. Le terme recouvre alors le champ des sciences politiques et la ségrégation s'étend aussi sur les droits civils. Exemple extrême, le cas de la ségrégation antisémite sous l'Allemagne nazie, plus particulièrement après 1941.
Mais l'absence de ségrégation politique n'exclut pas les formes de ségrégations spatiales. Ainsi, si le quatorzième amendement de la Constitution des États-Unis interdit la ségrégation raciale, ces États connaissent des formes caractéristiques de ségrégation socio-spatiale, qui ont des répercussions sur les conditions de vie, l'accès aux ressources et créent des inégalités d'accès à l'emploi de ces habitants.

### Ségrégation «ethno-raciale» en France
Le thème de la ségrégation « ethno-raciale » est apparu tardivement en France, au début des années 1960 à la suite de la manifestation des Algériens qui mit alors en lumière leurs conditions de vie et leur concentration dans les bidonvilles aux abords des grandes villes (Tissot, 2005). L’étude quantitative de cette ségrégation est toute récente (Maurin, 2004 ; Préteceille, 2006) car elle a souvent été considérée comme un phénomène étranger à l’hexagone. La difficulté à aborder la ségrégation ethnique vient d’un refoulé national issu de la mauvaise conscience collective venant du passé colonial de la France et de l’idéologie d’égalité, interdisant un traitement inégal, même statistique des citoyens.
Concrètement, la ségrégation résulte de la rétention dans un quartier des habitants les plus démunis et l’arrivée d’habitants défavorisés tirant ainsi la composition sociale de ces quartiers vers le bas. Il est à noter que la ségrégation « ethno-raciale » ne se réduit pas à la ségrégation sociale et qu’être immigré en France ajoute bien une pénalité supplémentaire dans la localisation du logement en dehors même de leurs caractéristiques sociales, telles que par exemple leurs emplois et leurs revenus plus souvent modestes (Pan Ké Shon, 2010). La ségrégation s’opère dans les quartiers les plus défavorisés et particulièrement en quartiers sensibles (Zones Urbaines Sensibles).
Les parcours résidentiels des Africains en quartiers sensibles s’effectuent de façon bipolaire. La majorité des Africains quittant les quartiers sensibles s’installe dans des quartiers moins précarisés, indiquant par là une frange en cours d’« intégration » résidentielle. Leur modèle de ségrégation ressemble pour partie à celui développé par l’école de Chicago (Park, 1926), d’une polarisation initiale des immigrés suivie ensuite par une installation dans des espaces plus mélangés, indiquant par là une « assimilation » résidentielle. Seuls les flux des nouveaux immigrants et l’accroissement démographique naturel viennent grossir les effectifs des Africains en quartiers sensibles. Malgré tout, le départ des Africains des quartiers sensibles leur est plus difficile que pour les nationaux français (Pan Ké Shon, 2010).

### Ségrégation résidentielle en France
Le 9 juillet 2020, France Stratégie publiait un rapport intitulé « Quelle évolution de la ségrégation résidentielle en France ? ». Ce rapport était accompagné d'un outil de datavisualisation pour explorer ces données et appréhender l'inégale répartition dans l'espace urbain des différentes catégories de population. L'étude révélait que la ségrégation résidentielle était en forte baisse dans le parc HLM français, sauf dans l'agglomération parisienne. Cette ségrégation résidentielle aurait même baissé pour les cadres et les immigrés d'origine extra-européenne, désormais mieux répartis entre quartiers qu'en 1990.

### Villes du Sud: des espaces ségrégués
Les espaces ségrégués ont une histoire qui s'inscrit généralement dans le long terme. Les anciennes villes coloniales — en particulier en Afrique — offrent aussi la démonstration que ségrégations raciale et sociale marquent le territoire sur une durée importante. La division fondamentale de l’espace s'organise alors en deux sous-ensembles : le village indigène et les quartiers européens. Souvent à l'origine, se trouve, comme à Abidjan après un arrêté de 1909, une ségrégation foncière.
Autre illustration, si la ségrégation d'État a été abolie en Afrique australe, la ségrégation sociale est toujours spatialement identifiable, à l'instar de celle visible à Harare-Chitungwiza et à Johannesbourg-Soweto.
Certaines villes africaines, bien qu'ayant connu des redécoupages administratifs municipaux, restent des espaces ségrégués. Ainsi, la Médina de Dakar est à l'origine d'un « village de ségrégation » créé administrativement après les épidémies de peste et de fièvre jaune du XIXe siècle.
Les conséquences de la ségrégation spatiale sont visibles dans le paysage : ainsi, à Kampala, l'opposition est-ouest qui marque la ville « européenne » publique (collines de Nakasero et de Old Kampala) et la ville privée (Mengo-Kisenyi) se traduit par une différenciation des types d'urbanisation.
Les villes d’Afrique du Nord peuvent connaître, en particulier Tunis à l'époque médiévale, une ségrégation sur des bases plus religieuses que sociales ; ce qui a conduit à la constitution de quartiers homogènes.

## Ségrégation diffuse
Les géographes utilisent également la notion de « ségrégation sociale diffuse » pour désigner le manque de solidarité qui peut exister entre les différentes composantes spatiales du territoire urbain (commune, quartier, îlot urbain) et sur les déséquilibres qui peuvent exister entre lieu de résidence et lieu de travail, selon les modèles centre-périphérie (modèle de Burgess ou ségrégation concentrique, modèles de Harris, Ulman et Hoyt, ce dernier ayant été accusé d'avoir en quelque sorte légitimé une planification urbaine ségrégative et raciale) et la théorie de la rente. Le phénomène de métropolisation a des effets sur les dynamiques sociospatiales des villes créant de la ségrégation à l'échelle de la ville et des quartiers (effets de quartier). Au Royaume-Uni par exemple, dans les années 1980, les « wannabe world cities » sont des villes qui tendent à rayonner à l'international et sont touchées par le phénomène de métropolisation afin d'atteindre cet objectif. Le but est de rendre la ville plus attractive pour attirer les investisseurs et la classe créative tertiaire. Un phénomène de gentrification du centre s'opère créant ainsi de la ségrégation au sein de la ville.

### Banlieue et ségrégation
L'exode des populations aisées vers la banlieue se manifeste à la jonction du XIXe et du XXe siècle d'une part pour les ouvriers les moins pauvres et la nouvelle classe moyenne à travers le concept utopique de cité-jardin, visant à faire habiter ces populations dans de petits ensembles ayant l'atmosphère d'un village reconstitué, loin du tumulte des grandes métropoles. Si cela n'a pas un objectif de ségrégation sociale, c'est bien pourtant ce qui arrive, appliqué pour la bourgeoisie qui délaisse l'hôtel particulier ou l'appartement cossu en centre-ville pour une villa entourée d'un jardin à la périphérie des grandes villes. Sans pour autant être réalisable partout, ce modèle acquiert un statut d'idéal, sans pour autant être assimilable aux manoirs et châteaux traditionnels des grandes fortunes (la villa Hügel des Krupp, la Bankfield House des Akryod ou la résidence Belle Vue des Crossley). D'un coût et d'une taille plus modestes, la villa en banlieue, note l'historien Eric Hobsbawm, « était conçue pour faciliter la vie privée plutôt que pour mettre en valeur le statut social de ses propriétaires ou servir de cadre à des réceptions mondaines ». Il s'agissait surtout d'accroitre le confort urbain en rassemblant géographiquement une même classe sociale. En se regroupant, note encore Hobsbawm, « cet exode témoign[e] d'un certain renoncement de la bourgeoisie à son rôle de classe dominante ». Il cite ainsi une instruction d'un riche Américain à son fils, vers 1900 : « Laisse Boston avec tous ses impôts et son gâchis politique. Marie-toi et fais construire en banlieue ; inscris-toi au country club, et ne pense à rien d'autre qu'à ton club, à ton foyer et à tes enfants ».

### Quantifier la ségrégation
Selon Douglas S. Massey et Nancy A. Denton (en), il y a cinq dimensions à la ségrégation : l'égalité, c'est la distribution d'un groupe dans une unité spatiale ; l'exposition est le degré de contact entre les populations entre elles ou avec d'autres groupes ; la concentration, c'est l'espace physique occupé par un groupe ; l'agrégation est le nombre d'unités spatiales contiguës occupées par un groupe et la centralisation est la distance au centre d'un groupe (plus il sera à proximité du centre plus il sera centralisé).
Pour les quantifier, il existe plusieurs indices :
- l'indice de ségrégation et l'indice de dissimilarité permettent de quantifier l'égalité ;
- l'indice d'isolation permet de quantifier l'exposition[10].

## Ségrégation religieuse
- L'État de la Cité du Vatican n'offre la citoyenneté qu'aux personnes de religion catholique.
- Dans l'islam.

- La Mecque et Médine en Arabie saoudite sont interdites aux non-musulmans[11],[12].
- En Arabie saoudite[13] et aux Maldives[14], notamment, l'exercice de tous cultes autre que l'Islam est formellement prohibé.
- Le terme ghetto vient du regroupement des membres de la communauté juive à Cannaregio sous la république de Venise décidé par le Conseil des Dix en 1516.

## Vers la «ville fragmentée»

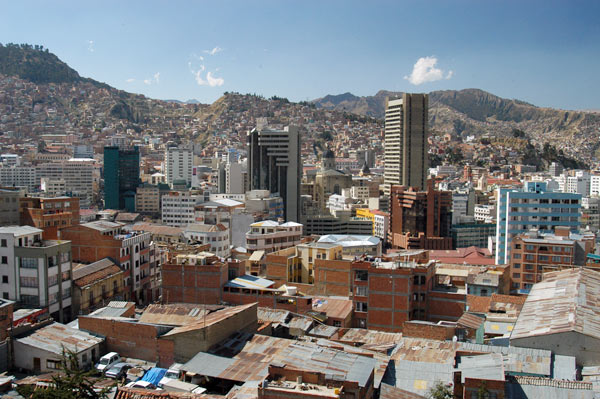
CBD et habitat informel à La Paz - El Alto

Le phénomène d'inégalité spatiale résultant de la ségrégation est actuellement compliqué et renforcé par des politiques de privatisation à l'œuvre en Afrique (exemple des matchboxes de Namibie) et dans la plupart des Pays en voie de développement (exemple de La Paz - El Alto). 
Des politiques de « patrimonialisation » des centres urbains, sous-tendues par une représentation de la ville des élites, ont produit de nouvelles formes de ségrégation spatiale dans le partage inéquitable de l’espace urbain (Mexico).
Actuellement, de nombreuses villes émergentes sont en passe de connaître un nouveau statut, remplaçant celui de ville ségréguée, par celui de « ville fragmentée » ou « segmentée », en particulier en Amérique latine. Car la ségrégation socio-spatiale, dans ses principes inégalitaires et hiérarchiques, permet à la ville de conserver sa dimension organique. Cependant, le phénomène de fragmentation urbaine existe dans des villes de pays développés. La ville de Lille en est un exemple. Dans les années 1980, le projet Euralille avait pour but de faire rayonner la ville en adoptant une stratégie de métropolisation. La ville a donc subi une modification de son aménagement et une transformation sociospatiale, ayant eu pour effet le développement de poches très concentrées de pauvreté dans les villes de Roubaix, Tourcoing et Lille. La ville a donc été fragmentée, perdant son unité sociospatiale.
Les espaces et les aires ségrégués peuvent aussi devenir des « espaces en sécession ».
Paradoxalement, un espace urbain peut être simultanément un espace ségrégué et, sur le plan culturel, un espace de métissage.